# Spring (album)
Spring is het achtste album van Daryll-Ann. Het werd uitgebracht in 2024.

## Opnamen
In 2004 bracht Daryll-Ann het album Don't Stop. Kort na het verschijnen van dit album ging de band hals over kop uit elkaar. Vanaf 2013 kwam de band weer samen voor enkele reünietours. In september 2023 begon de band, in de meest bekende bezetting, met de opnamen van een nieuw album. De opnamen vonden plaats in De Helmbreker & Tone Boutique in Haarlem van Jasper Geluk, voormalig toetsenist van The Sheer. Geluk mixte de plaat en was tevens als gastmuzikant te horen. In mei 2024 volgde de officiële aankondiging en werd het nummer A note about time gepresenteerd als eerste single.
Op 13 september 2024 werd het album uitgebracht via Excelsior Recordings. Het artwork van het album werd ontworpen door de band zelf. Na de release van album volgde een uitgebreide clubtour.

## Muzikanten
- Jelle Paulusma - zang, gitaar
- Anne Soldaat - zang, gitaar
- Coen Paulusma - zang, percussie
- Jeroen Vos - basgitaar
- Jeroen Kleijn - drums

### Gastmuzikanten
- P.J.M. Bond - Hammondorgel op Tom, Wilko and the strange bunch
- Jasper Geluk - piano op 1984
- Bertolf Lentink - slidegitaar op Our song

## Nummers
1. Tom, Wilko and the strange bunch
2. Everything I knew
3. Forever midnight
4. 1984
5. A note about time
6. The incrowd
7. Life can be amazing
8. Spring
9. Cosmic pudding
10. Radio Bari
11. Through to you
12. Our song (Paulusma/Lentink)
13. Time out
14. I found a friend

Alle nummers zijn geschreven door Jelle Paulusma en Anne Soldaat, tenzij anders aangegeven.